# Преграждающий
Прегражда́ющий — остров архипелага Северная Земля. Административно относится к Таймырскому Долгано-Ненецкому району Красноярского края.
Расположен в южной части фьорда Матусевича — крупного залива в северной части острова Октябрьской Революции.
Полностью покрыт льдом, имеет слегка вытянутую форму длиной около 1,2 километра и шириной до 1 километра. Наивысшая точка острова — 35 метров, в её районе находится геодезический пункт. В западной части острова — небольшой узкий залив.